# Gran Premio de Gran Bretaña de Motociclismo de 2002
El Gran Premio de Gran Bretaña de Motociclismo de 2002 fue la octava prueba del Campeonato del Mundo de Motociclismo de 2002. Tuvo lugar en el fin de semana del 12 al 14 de julio de 2002 en el Donington Park, situado en la localidad de North West Leicestershire, Inglaterra, Reino Unido. La carrera de MotoGP fue ganada por Valentino Rossi, seguido de Max Biaggi y Alex Barros. Marco Melandri ganó la prueba de 250cc, por delante de Fonsi Nieto y Toni Elías. La carrera de 125cc fue ganada por Arnaud Vincent, Dani Pedrosa fue segundo y Manuel Poggiali tercero.

## Resultados MotoGP
| Pos | N.º | Piloto              | Constructor | Vueltas | Tiempo/Retirado | Grilla | Puntos |
| --- | --- | ------------------- | ----------- | ------- | --------------- | ------ | ------ |
| 1   | 46  | Valentino Rossi     | Honda       | 30      | 46:32.888       | 1      | 25     |
| 2   | 3   | Max Biaggi          | Yamaha      | 30      | +2.371          | 5      | 20     |
| 3   | 4   | Alex Barros         | Honda       | 30      | +5.533          | 4      | 16     |
| 4   | 6   | Norifumi Abe        | Yamaha      | 30      | +22.036         | 12     | 13     |
| 5   | 19  | Olivier Jacque      | Yamaha      | 30      | +28.087         | 11     | 11     |
| 6   | 15  | Sete Gibernau       | Suzuki      | 30      | +28.400         | 17     | 10     |
| 7   | 74  | Daijiro Kato        | Honda       | 30      | +28.947         | 10     | 9      |
| 8   | 21  | John Hopkins        | Yamaha      | 30      | +31.497         | 6      | 8      |
| 9   | 9   | Nobuatsu Aoki       | Proton KR   | 30      | +31.947         | 9      | 7      |
| 10  | 56  | Shinya Nakano       | Yamaha      | 30      | +41.454         | 16     | 6      |
| 11  | 31  | Tetsuya Harada      | Honda       | 30      | +49.458         | 3      | 5      |
| 12  | 8   | Garry McCoy         | Yamaha      | 30      | +53.709         | 18     | 4      |
| 13  | 33  | Akira Ryo           | Suzuki      | 30      | +54.480         | 13     | 3      |
| 14  | 10  | Kenny Roberts, Jr.  | Suzuki      | 30      | +54.594         | 14     | 2      |
| 15  | 17  | Jurgen vd Goorbergh | Honda       | 30      | +54.866         | 8      | 1      |
| 16  | 55  | Régis Laconi        | Aprilia     | 30      | +55.525         | 15     |        |
| 17  | 66  | Alex Hofmann        | Honda       | 30      | +1:05.901       | 19     |        |
| Ret | 7   | Carlos Checa        | Yamaha      | 19      | Retirement      | 2      |        |
| Ret | 99  | Jeremy McWilliams   | Proton KR   | 6       | Retirement      | 7      |        |
| DNS | 20  | Pere Riba           | Yamaha      |         |                 |        |        |
| DNQ | 11  | Tohru Ukawa         | Honda       |         |                 |        |        |

## Resultados 250cc
| Pos | Piloto              | Constructor | Tiempo/Retirado | Grilla | Puntos |
| --- | ------------------- | ----------- | --------------- | ------ | ------ |
| 1   | Marco Melandri      | Aprilia     | 42:55.728       | 2      | 25     |
| 2   | Fonsi Nieto         | Aprilia     | +0.717          | 1      | 20     |
| 3   | Toni Elías          | Aprilia     | +3.493          | 6      | 16     |
| 4   | Franco Battaini     | Aprilia     | +3.934          | 8      | 13     |
| 5   | Roberto Rolfo       | Honda       | +4.407          | 7      | 11     |
| 6   | Randy de Puniet     | Aprilia     | +19.852         | 12     | 10     |
| 7   | Haruchika Aoki      | Honda       | +21.770         | 10     | 9      |
| 8   | Naoki Matsudo       | Yamaha      | +24.580         | 5      | 8      |
| 9   | Alex Debón          | Aprilia     | +25.987         | 11     | 7      |
| 10  | Shahrol Yuzy        | Yamaha      | +26.202         | 15     | 6      |
| 11  | Casey Stoner        | Aprilia     | +31.621         | 13     | 5      |
| 12  | Emilio Alzamora     | Honda       | +36.116         | 4      | 4      |
| 13  | Roberto Locatelli   | Aprilia     | +45.339         | 14     | 3      |
| 14  | Taro Sekiguchi      | Yamaha      | +45.538         | 9      | 2      |
| 15  | David Checa         | Aprilia     | +57.476         | 24     | 1      |
| 16  | Jason Vincent       | Honda       | +1:00.795       | 20     |        |
| 17  | Leon Haslam         | Honda       | +1:03.974       | 19     |        |
| 18  | Dirk Heidolf        | Aprilia     | +1:05.156       | 17     |        |
| 19  | Jarno Janssen       | Honda       | +1:19.402       | 16     |        |
| 20  | Héctor Faubel       | Aprilia     | +1:22.218       | 18     |        |
| 21  | Andrew Whittley     | Aprilia     | +1 Lap          | 25     |        |
| Ret | Vincent Philippe    | Aprilia     | Retirement      | 22     |        |
| Ret | Raúl Jara           | Aprilia     | Retirement      | 21     |        |
| Ret | Sebastián Porto     | Yamaha      | Retirement      | 3      |        |
| Ret | Hugo Marchand       | Aprilia     | Retirement      | 23     |        |
| DNQ | Christopher Sansome | Honda       |                 |        |        |
| DNQ | Jason Boyce         | Honda       |                 |        |        |

## Resultados 125cc
| Pos | Piloto                   | Constructor | Tiempo/Retirado | Grilla | Puntos |
| --- | ------------------------ | ----------- | --------------- | ------ | ------ |
| 1   | Arnaud Vincent           | Aprilia     | 42:57.387       | 20     | 25     |
| 2   | Dani Pedrosa             | Honda       | +0.193          | 5      | 20     |
| 3   | Manuel Poggiali          | Gilera      | +0.699          | 2      | 16     |
| 4   | Masao Azuma              | Honda       | +13.482         | 10     | 13     |
| 5   | Steve Jenkner            | Aprilia     | +13.643         | 14     | 11     |
| 6   | Joan Olivé               | Honda       | +14.073         | 4      | 10     |
| 7   | Alex de Angelis          | Aprilia     | +15.650         | 6      | 9      |
| 8   | Youichi Ui               | Derbi       | +18.608         | 7      | 8      |
| 9   | Andrea Dovizioso         | Honda       | +20.761         | 13     | 7      |
| 10  | Shuhei Aoyama            | Honda       | +21.553         | 19     | 6      |
| 11  | Stefano Perugini         | Italjet     | +41.238         | 17     | 5      |
| 12  | Andrea Ballerini         | Honda       | +41.942         | 8      | 4      |
| 13  | Jorge Lorenzo            | Derbi       | +46.464         | 21     | 3      |
| 14  | Fabrizio Lai             | Honda       | +46.699         | 12     | 2      |
| 15  | Mirko Giansanti          | Honda       | +52.816         | 23     | 1      |
| 16  | Chaz Davies              | Aprilia     | +56.261         | 26     |        |
| 17  | Simone Sanna             | Aprilia     | +1:03.435       | 11     |        |
| 18  | Alex Baldolini           | Aprilia     | +1:10.892       | 28     |        |
| 19  | Ivan Goi                 | Aprilia     | +1:17.003       | 34     |        |
| 20  | Imre Tóth                | Honda       | +1:32.295       | 27     |        |
| 21  | Christian Elkin          | Honda       | +1 Lap          | 32     |        |
| 22  | Chris Martin             | Honda       | +1 Lap          | 35     |        |
| 23  | Mattia Angeloni          | Gilera      | +1 Lap          | 29     |        |
| 24  | Leon Camier              | Italjet     | +1 Lap          | 31     |        |
| Ret | Lucio Cecchinello        | Aprilia     | Retirement      | 1      |        |
| Ret | Mika Kallio              | Honda       | Retirement      | 9      |        |
| Ret | Stefano Bianco           | Aprilia     | Retirement      | 24     |        |
| Ret | Guy Fairbrother          | Honda       | Retirement      | 33     |        |
| Ret | Gino Borsoi              | Aprilia     | Retirement      | 3      |        |
| Ret | Héctor Barberá           | Aprilia     | Retirement      | 25     |        |
| Ret | Ángel Rodríguez Campillo | Aprilia     | Retirement      | 16     |        |
| Ret | Gábor Talmácsi           | Italjet     | Retirement      | 18     |        |
| Ret | Michel Fabrizio          | Gilera      | Retirement      | 22     |        |
| Ret | Pablo Nieto              | Aprilia     | Retirement      | 15     |        |
| Ret | Max Sabbatani            | Aprilia     | Retirement      | 30     |        |
| Ret | Midge Smart              | Honda       | Retirement      | 36     |        |